# Kapsuloreksa
Kapsuloreksa, tehnika je uklanjanja kapsule leće tijekom kirurškog liječenja katarakte. Pravopis ovisi o tome sadrži li riječ jedno ili dva slova r! Općenito se odnosi na uklanjanje prednjeg dijela kapsule leće, no u slučajevima poput uznapredovale katarakte, stražnji dio kapsule se uklanja sličnim postupkom.
Naziva se još i Continuous Curvilinear Capsulorhexis (CCC), koji opisuje kiruršku tehniku izvođenja. U postupku se koriste sile smicanja i istezanja. Pionirom te tehnike smatra se Howard Gimbel.
U suvremenijim tehnikama uklanjanja katarakte kapsula leće se otvara. U starijem tipu kirurškog liječenja katarakre (intrakapsularna ekstrakcija katarakte) uklanja se cijela leća i kapsula. Tako se prevenira upala ostatnih lećnih vlakana. Otkako se kapsula i leća uklanjanju u bloku, nema ostatnog lećnog materijala. Suvremenijim tehnikama se uklanja gotovo sav sadržaj leće ostavljajući kapsulu intaktnom. Važnost te tehnike je u tome što se stvara barijera između prednjeg i stražnjeg segmenta oka i sprječava staklasto tijelo da se pomiče prema naprijed. Osim toga, tim načinom umjetna intraokularna leća zauzima stabilan položaj u oku bez kontakta s drugim strukturama.
Prije pojave CCC-a, tehnika se izvodila načinom ”otvarača konzervi”, malim savijenim iglama su se činile incizije na prednjoj površini leće tvoreći procjep kroz koji se leća uklonila. Međutim, svaki od zaostalih čupavih rubova može rezultirati razderotinom koja progredira. Ako je CCC ispravno izvedena, zaostalih rubova nema te su sve sile na kapsulu jednakomjerno raspoređene što ne dovodi do razderotina.
Uobičajeno se koristi ista savinuta igla kojom se razdere kapsula i izreže po rubu prednje površine, no isto se može izvesti i hvataljkama. Oba pristupa imaju svoje prednosti i nedostatke, no ovisno o situaciji većina kirurga koristi oba instrumenta.
Uočilo se da u djece, kod kojih je učinjena prednja i stražnja kapsuloreksa, dolazi do zamućenja stražnje kapsule češće nego u odraslih. Otkako se ta tehnika izvodi ambulantno pomoću Nd YAG lasear, češće se provodi u odraslih (u djece ju je teže izvesti jer su nemirna), bolji su rezultati stražnje kapsule tijekom kirurškog zahvata. jer je staklasto tijelo u djece dobro razvijeno, njegov gubitak je rjeđi pa se još uvijek izvodi prednja vitrektomija.